# Lycaena parva
Lycaena parva är en fjärilsart som beskrevs av Tutt 1906. Lycaena parva ingår i släktet Lycaena och familjen juvelvingar. Inga underarter finns listade i Catalogue of Life.